# Ronchaux
Ronchaux település Franciaországban, Doubs megyében. Lakosainak száma 97 fő (2022. január 1.). Ronchaux Bartherans, By, Paroy, Samson és Le Val községekkel határos.

## Népesség
A település népessége az elmúlt években az alábbi módon változott:
| Lakosok száma | 69   | 57   | 62   | 84   | 91   | 90   | 87   | 87   | 85   | 97   |
|               | 1968 | 1982 | 1990 | 2006 | 2013 | 2015 | 2017 | 2019 | 2020 | 2022 |